# دریاچه بولشویه توکو
دریاچه بولشویه توکو (انگلیسی: Lake Bolshoye Toko) یک دریاچه در استان یاقوتستان کشور روسیه است.